# Normalskola
Normalskola är en skola avsedd att fungera som en förebild. Ofta är skolan knuten till en lärarutbildning. Begreppet är hämtat från franskans École normale.
I Sverige grundades "Statens normalskola för flickor" 1864. Den började sin verksamhet den 1 oktober det året, i inhyrda lokaler på Östra Beridarbansgatan nr. 1. på Norrmalm.
Verksamheten flyttade senare till Östermalm i Stockholm och var avsedd att fungera som normgivande förebild för landets högre flickskolor. Flickor kunde söka till Statens normalskola i Stockholm efter folkskolans fjärde år. Efter sju års studier gavs den unika examen normalskoleexamen. Denna examen kan sägas ha legat mellan en realskoleexamen och gymnasieexamen. Efter andra världskriget omvandlades skolan till "Statens normalskola".
I Finland används begreppet normalskola ibland om en skola som är knuten till ett universitets lärarutbildning. Ett exempel är Vasa övningsskola. I Helsingfors finns Svenska normallyceum ("Norsen"). Flera av normalskolorna har "normaalikoulu" (den finska termen) i namnet och kallas "Norssi" lokalt.